# Smoky Bay
Smoky Bay – miasto w Australii, w stanie Australia Południowa.